# Tatá Werneck
Talita Werneck Arguelhes (Río de Janeiro, 11 de agosto de 1983)  más conocida como Tatá Werneck es una ex-VJ, actriz, humorista, y publicista brasileña.

## Biografía
Se graduó en publicidad y propaganda en la PUC de Río de Janeiro y en artes escénicas en la Universidad Federal del Estado de Río de Janeiro (UniRio)
En la televisión, interpretó al personaje Carla en la serie Os Buchas, con guion de Álvaro Campos. Fue revelación de teatro de humor de 2009, Tatá ha trabajado en la pieza teatral Improvável, donde recibió la invitación para ser participante de DEZImprovisa, un tipo de extensión del original DEZnecessários. 
Tata creó en 2003, con amigos de la Facultad, el grupo de teatro "Os Inclusos e os Sisos - Teatro de Movilización" por la diversidad, siendo éste el primer grupo de teatro en Brasil en realizar una pieza totalmente accesible para personas con deficiencia.

## Obra

### Filmografía
En cine ha participado en los filmes Teste de Elenco (2011) con Fábio Porchat, Podía Ser Pior com Fábio Porchat, Fernando Caruso, Gregório Duvivier, Paulo Carvalho, Josie Antello, ambos com dirección de Ian SBF y De Pernas pro Ar 2 (2012) con Ingrid Guimarães, Maria Paula y Luiz Miranda, con la dirección de Roberto Santucci.

### Televisión
En 2010, Tatá hizo su primera aparición en MTV en el programa Quinta Categoría juntamente con Paulinho Serra y Rodrigo Capella. En el mismo año se unió al elenco de Comédia MTV y fue votada por el sitio de Internet UOL en agosto de 2010 con el título de humorista más agraciada de Brasil. Al completar Quinta Categoría, siguió con la Comédia MTV hasta su nueva reformulación en 2012, pasando a ser presentado en vivo. En ese año, en la Comedia MTV en Vivo tuvo un pequeño papel, y también fue la presentadora del programa Trolalá que se estrenó el 7 de mayo de 2012. A finales de 2012 ambos programas terminaron. En 2013 se realizó un capítulo especial de verano en el programa Tá Quente.
El 29 de enero de 2013, la empresa de Brahma lanzó la webserie Imagina o Carnaval, Imagina a Festa con presentaciones de Tatá Werneck, y los episodios están disponibles en el Facebook oficial de la marca. El 1 de febrero de 2013 la Rede Globo confirmó su partida como actriz hacia la emisora para interpretar una periguete en la telenovela de Walcyr Carrasco, Amor à Vida (2013). También tiene un programa de suscripción en el canal Multishow.

## Filmografía

### Novelas
| Año  | Título              | Papel                           | Emisora    |
| ---- | ------------------- | ------------------------------- | ---------- |
| 2013 | Rastros de mentiras | Valdirene                       | Rede Globo |
| 2015 | I Love Paraisópolis | Pandora Balbino Uchoa (Danda)   | Rede Globo |
| 2016 | Haja Coração        | Fedora Abdala Varella (Fefê)    | Rede Globo |
| 2018 | Deus Salve o Rei    | Lucrécia                        | Rede Globo |
| 2023 | Tierra de deseos    | Anely do Carmo / Rainha Delícia | Rede Globo |

### Programas
| Ano  | Título              | Emissora      |
| ---- | ------------------- | ------------- |
| 1992 | Clube da Criança    | Rede Manchete |
| 1994 | Xuxa Park           | Rede Globo    |
| 2008 | Dilemas de Irene    | GNT           |
| 2010 | Quinta Categoría    | MTV           |
| 2010 | Comédia MTV         | MTV           |
| 2012 | Comédia MTV ao Vivo | MTV           |
| 2012 | Trolalá             | MTV           |
| 2013 | Tá Quente           | MTV           |
| 2014 | Tudo pela audiência | Multishow     |
| 2014 | Vai que cola        | Multishow     |

### Filmes
| Año  | Título             | Personaje       |
| ---- | ------------------ | --------------- |
| 2011 | Teste de Elenco    |                 |
| 2011 | Podía Ser Pior     |                 |
| 2012 | De Pernas pro Ar 2 | Juliana Tavares |

## Premios y nominaciones
| Año  | Premiación                           | Nominación          | Trabajo     | Resultado | Ref    |
| ---- | ------------------------------------ | ------------------- | ----------- | --------- | ------ |
| 2005 | Circuito Carioca de Esquetes         | Mejor Actriz        | Teatro      | Ganadora  | [ 12 ] |
| 2006 | Campeonato de Otoño de Improvisación | Pieza Avacalhados   | Teatro      | Ganadora  | [ 12 ] |
| 2013 | Prêmio Extra de Televisão            | Actriz Revelación   | Amor à Vida | Ganadora  |        |
| 2013 | Capricho Awards                      | Actriz Nacional     | Amor à Vida | Ganadora  |        |
| 2013 | Prêmio Quem de Televisão             | Revelación de la TV | Amor à Vida | Ganadora  |        |
| 2013 | Troféu Internet                      | Revelación          | Amor à Vida | Ganadora  |        |
| 2013 | Melhores do Ano                      | Actriz Revelación   | Amor à Vida | Ganadora  |        |